# Теллискиви (квартал)
Кварта́л «Те́ллискиви» (эст. Telliskivi kvartal, Telliskivi TLN) — культурный, деловой и исторический квартал в Каламая, одном из микрорайонов Таллина, Эстония. Расположен в непосредственной близости от Старого города, между улицами Теллискиви, Рейсияте и путями железной дороги у Балтийского вокзала. Создаётся с 2007 года на территории бывшего Таллинского электротехнического завода имени М. И. Калинина, основанного в Ревеле во времена Российской империи как «Главные железнодорожные мастерские Балтийской железной дороги», и в отдельных зданиях, принадлежавших Балтийской железной дороге. Частью квартала «Теллискиви» является «Творческий городок Теллискиви».

## История

### Создание Творческого городка Теллискиви
В 1994 году на территории микрорайона Каламая прекратил работу Таллинский электротехнический завод имени М. И. Калинина — один из крупнейших машиностроительных предприятий Советской Эстонии. Его предшественником был основанный в 1870 году завод «Главные железнодорожные мастерские Балтийской железной дороги». В советское время к строениям периода Российской империи были добавлены административное здание, несколько производственных корпусов, котельная и склад.
Начало созданию на бывшей промышленной территории одного из новых таллинских кварталов, имеющих достойное историческое прошлое, было положено в 2007 году. Были снесены некоторые заводские строения, но многие из них стали реконструировать. Здания царского периода здесь можно отличить по плитняку, красному кирпичу и характерным торцам, советскиепостройки выполнены из силикатного кирпича. Многие строения кроме регистрового адреса имеют буквенное обозначение (здание F, здание G, здание I2, здание М и т. п.).
Основу нового квартала составил «Творческий городок Теллискиви». На первом этапе его создания, в 2009 году, в одном из бывших заводских зданий открылся офис кинофестиваля «Тёмные ночи» (PÖFF). Затем в квартале по субботам начал работать блошиный рынок, и был открыт скейт-парк «Хайгла» (эст. «Haigla», с эст. «Больница»). Некоторое время здесь работал клуб психоделической музыки «Сальвадор» («Salvador»).
На территории городка проводился фестиваль «Tallinn Music Week», регулярно проводится музыкальный фестиваль «Jazzkaar».
В Творческом городке Теллискиви работает выставочный центр «Fotografiska Tallinn» — филиал стокгольмского центра искусства фотографии. Постоянной экспозиции нет, выставки регулярно обновляются. Здесь также проводятся мастер-классы и встречи с фотохудожниками, работают кафе, магазин сувениров и на последнем этаже центра — безотходный ресторан, из которого открывается красивая панорама города.
В городке демонстрируются спектакли театральной платформы «Vaba Lava» (с эст. — «Свободная сцена») — современного словесного, танцевального, музыкального и циркового театра.
Атмосферу городку создают многочисленные граффити, выполненные на высоком художественном уровне.

### Развитие квартала «Теллискиви»
В 2020-х годах «Творческий городок Теллискиви» стал частью нового бизнес-квартала «Теллискиви». Вход в него идёт с улицы Рейсияте (эст. Reisijate tänav — Пассажирская) и обозначен надписью-указателем Telliskivi Kvartal на стене одного из зданий. Открылись несколько новых предприятий общепита: вагон-ресторан «Пеатус» (эст. «Peatus» — «Остановка») в бывшем железнодорожном депо, бар «Света» («Sveta»), кафе «Литераат» (эст. «Literaat» — «Литератор») в книжном магазине «Rahva Raamat». С 2019 года до декабря 2024 года работала гостиница «Hektor», созданная из морских контейнеров (закрылась из-за экономических трудностей, но продолжит работу в Тарту)). В новом здании с застеклённым фасадом разместились различные офисы. Работает центр-галерея документальной фотографии Юхана Куузи, где проводятся выставки, семинары, лекции, тренинги и т. п..
В здании под названием «Муст» (эст. Must — «Чёрное») помещения сдаются для проведения семинаров, совещаний, учебных комнат.
В бывшем промышленном здании по адресу ул. Теллискиви 60a/5 расположен т. н. «Зелёный зал» площадью 540 м², в котором можно проводить выставки, конференции и концерты. Зал с высоким потолком имеет различные типы освещения, отопление, потолочные вентиляторы, две кладовые и акустическую плитку на потолке. Помещение можно полностью затемнить. Для посетителей имеется полноценный туалетный комплекс. При банкетной рассадке  в зале могут разместиться около 200 человек,  при театральной рассадке —  около 300 человек. В этом же здании располагается небольшая фирма-производитель мороженого «La Muu» (число работников на 31 марта 2025 года — 9 чел.).
В самом старом строении квартала c высокими потолками и большими окнами с частыми переплётами работает ресторан «F-hoone» (с эст. «Здание F»).
В трёхэтажном здании по адресу ул. Теллискиви 60 работает бар «Metsis Drinkery», по адресу ул. Теллискиви 60М — крафтовая винокурня «Junimperium Distillery». Оба предприятия продают джины ручного производства, которые завоевали множество международных наград.
В квартале работают бутик женской одежды «Mia&Leela», кафе Фика («Fika»), ресторан индийской кухни «Лендав Талдрик» (эст. Lendav taldrik — «Летающая тарелка»), безглютеновое заведение общепита «Kivi Paber Käärid» («Камень, бумага, ножницы») и ресторан французской кухни «Frenchy Bistro».  В баре «Nudist winery» предлагают плодово-ягодные игристые вина из малины, крыжовника и ревеня.
Квартал Теллискиви в настоящее время — это быстро развивающийся деловой район будущего на территории исторического комплекса зданий. Это рабочая среда, а также космополитичный и разносторонний район города. Наряду с реновированными историческими зданиями и новостройками здесь также создаются «зелёные зоны», одна из них — парк Теллискиви. В 2024 году  в зелёную зону была преобразована автомобильная парковка, располагавшаяся в центре городка, у книжного магазина.
Церемония закладки краеугольного камня делового квартала Теллискиви (Telliskivi TLN) была проведена 17 декабря 2024 года. В течение 2025 года будут реконструированы два исторических здания. В частности, здание G пройдёт полную реставрацию с сохранением плитняковых стен и арочных окон; у здания I4 рядом с рынком Балтийского вокзала будут сохранены стены царского времени и пристроена новая часть, что добавит к нему 1800 м² коммерческих площадей и увеличит торговые площади на первом этаже рынка, а в его западной части появится пятиэтажная конструкция с террасами, которые будут использоваться как внешние офисные зоны. Реконструкцию и строительные работы будет вести предприятие «Tallinna Ehitustrust» (Таллинский строительный трест).

## Премии и номинации
В ноябре 2024 года на ежегодную премию Эстонского союза архитекторов был номинирован возведённый в расположенном в квартале историческом М-здании проход (архитекторы Пеэтер Пере (Peeter Pere) и Кирке Пясс (Kirke Päss). 
В том же году на ежегодную премию Эстонского союза ландшафтных архитекторов был номинирован ландшафтный дизайн квартала «Теллискиви» (площадь 5000 м², архитекторы Катарийна Лепику (Katariina Lepiku), Кади Нигул (Kadi Nigul), Кристиан Нигул (Kristian Nigul) и Кадри Уусен (Kadri Uusen)).

## Галерея
- Одно из бывших зданий Электротехнического завода им. Калинина в 2021 году
- Здание «Муст»
- Здание «Лифт 99»
- Здание Fotografiska Tallinn и заведения «Kivi Paber Käärid»
- Здание «Улица моды Теллискиви»
- Ресторан «Лендав Талдрик»
- Кино-автобус
- В творческом городке Теллискиви июньским вечером
- В квартале Теллискиви в 2023 году
- Граффити Эдварда фон Лынгуса «Танец смерти с Эндлем или палка Эндля»
- Здание G в 2024 году
- Здание I4 в 2024 году